# 鳥取県道249号清谷北条線
鳥取県道249号清谷北条線（とっとりけんどう249ごう せいだにほうじょうせん）は、鳥取県倉吉市から東伯郡北栄町に至る一般県道である。

## 概要
倉吉市河北町から東伯郡北栄町江北に至る。
なお、倉吉市大塚（鳥取県道161号倉吉江北線交点） - 倉吉市穴窪の間は狭隘である。

### 路線データ
- 起点：鳥取県倉吉市河北町・河北町交差点（国道179号交点）
- 終点：鳥取県東伯郡北栄町江北（鳥取県道320号羽合東伯線交点）
- 総延長：

## 路線状況

### 重複区間
- 鳥取県道161号倉吉江北線（倉吉市新田・新田橋西詰交差点 - 倉吉市大塚）

### 道路施設

#### 橋梁
- 新田橋（天神川、倉吉市）

## 地理

### 通過する自治体
- 鳥取県
  - 倉吉市 - 東伯郡北栄町

### 交差する道路
| 交差する道路                         | 市町村名 | 市町村名 | 交差する場所 | 交差する場所        |
| ------------------------------------ | -------- | -------- | ------------ | ------------------- |
| 国道179号                            | 倉吉市   | 倉吉市   | 河北町       | 河北町交差点 / 起点 |
| 鳥取県道501号倉吉東郷自転車道線      | 倉吉市   | 倉吉市   | 河北町       |                     |
| 鳥取県道161号倉吉江北線 重複区間起点 | 倉吉市   | 倉吉市   | 新田         | 新田橋西詰交差点    |
| 鳥取県道161号倉吉江北線 重複区間終点 | 倉吉市   | 倉吉市   | 大塚         |                     |
| 鳥取県道320号羽合東伯線              | 東伯郡   | 北栄町   | 江北         | 終点                |

### 沿線
- 倉吉市立河北小学校
- 天神川